# Пределы контроля
«Пределы контроля» (англ. The Limits of Control) — фильм американского режиссёра Джима Джармуша, который был в значительной степени сымпровизирован съёмочной группой. 
Фильм снят под эгидой Focus Features.
Съёмки начались в феврале 2008 года и проводились в испанских городах Мадриде, Севилье и Альмерии. Музыку для фильма написала японская группа Boris.
Премьера состоялась на Каннском фестивале 2009 года вне основного конкурса.

## Сюжет
Действие фильма начинается в аэропорту, где герой Банколе (согласно титрам — «одиночка») получает инструкции к своей миссии, причём сама миссия не упоминается, а инструкции испещрены загадочными фразами, такими, как: «Всё субъективно», «Вселенная не имеет ни центра, ни краёв; реальность условна» и «Используй своё воображение и свои навыки». 
После этого одиночка отправляется в Мадрид, а затем в Севилью, где его ждут встречи с несколькими эксцентричными людьми. Каждая встреча имеет один и тот же принцип: он заказывает два эспрессо и ждёт. Человек, с которым он должен встретиться, приходит и спрашивает: «Вы не говорите по-испански, так?», на что он отвечает «Нет». 
Все люди, с которыми он встречается, спрашивают его также, не интересуется ли он определённым явлением (музыкой, фильмами, искусством, наукой, галлюциногенами и пр.). Затем они сами говорят несколько загадочных предложений на соответствующую тему, а затем оба обмениваются спичечными коробками. Он находит код, написанный на маленьком кусочке бумаги, положенном в коробок, который читает и сразу же съедает. 
Каждый код, полученный на очередной встрече, ведёт главного героя к следующей. Он неоднократно встречается с женщиной, которая всегда почти полностью обнажена (одета в прозрачный плащ или очки). Она предлагает ему секс, но он отказывается, объясняя это тем, что никогда не занимается сексом на работе. Одна из фраз, сказанная мужчиной в аэропорту, иногда повторяется по ходу фильма: «Тот, кто думает, что он важнее других, должен отправиться на кладбище. Там он увидит, что жизнь — ничего более, чем пригоршня праха». 
На пикапе с надписью «LA VIDA NO VALE NADA» (исп. «жизнь ничего не стоит») одиночка прибывает в глухое селение где-то в Андалусии. Неподалёку расположен бункер, вокруг которого кишит охрана. 
Каким-то непрояснённым образом одиночка проникает внутрь офиса в бункере. Здесь он должен совершить убийство. На вопрос жертвы, как он попал сюда, киллер отвечает: «Я использовал своё воображение». Жертва (вероятно, политик) вещает о том, что искусство и наука вводят народ в заблуждение, ибо далеки от реального мира. 
После убийства наёмник возвращается в Мадрид, переодевается из своего костюма в неформальную одежду и растворяется в людском потоке. Вслед за титрами на экране всплывает надпись: «No limits, no control» (англ. «Нет пределов, нет контроля»).

## В ролях
- Исаак Де Банколе — одиночка
- Алекс Деска — креол
- Жан-Франсуа Стевенен — переводчик
- Луис Тосар — человек со скрипкой
- Джон Хёрт — человек с гитарой
- Билл Мюррей — американец
- Тильда Суинтон — блондинка
- Юки Кудо — девушка в поезде
- Пас де ла Уэрта — голая девушка
- Гаэль Гарсия Берналь — мексиканец
- Хиам Аббасс — водитель пикапа
- Оскар Хаэнада — официант

## Пастиш
Фильм нашпигован отсылками к другим фильмам и литературным произведениям. Собеседники главного героя упоминают «Подозрение» Хичкока, «Жизнь богемы» Каурисмяки и «Сталкер» Тарковского. Название фильма взято из трактата Уильяма Берроуза, а эпиграф — из «Пьяного корабля» Рембо. Компания PointBlank названа в честь знаменитого «пустотелого триллера» Point Blank (1967). Кинокритики уподобляли одиночку с непроницаемой физиономией киллерам-стоикам из фильмов Мельвиля, а в плане жанра указывали на сходство с псевдо-триллером Микеланджело Антониони «Профессия: репортёр» (1975), действие которого происходит в схожих испанских декорациях. 
Посещая Центр искусств королевы Софии, главный герой созерцает работы Хуана Гриса (El Violin, 1916), Роберта Фернандеса Бальбуэна (Desnudo, 1932),   Антони Тапиеса (Gran Sabana, 1968), а также ряда художников-абстракционистов; содержание этих работ рифмуется с действием фильма: «Кубистский натюрморт со скрипкой превращается в настоящий инструмент, „Обнажённая“ с портрета приходит к нему на конспиративную квартиру и сопровождает повсюду». Нарратив в фильме едва ли не столь же абстрактен, как и эти полотна; основной сюжетообразующий приём — повторение одних и тех же ситуаций. Белый холст с бечёвкой, скрывающей неизвестное содержимое, — метафора самого фильма.

## Отклики и толкования

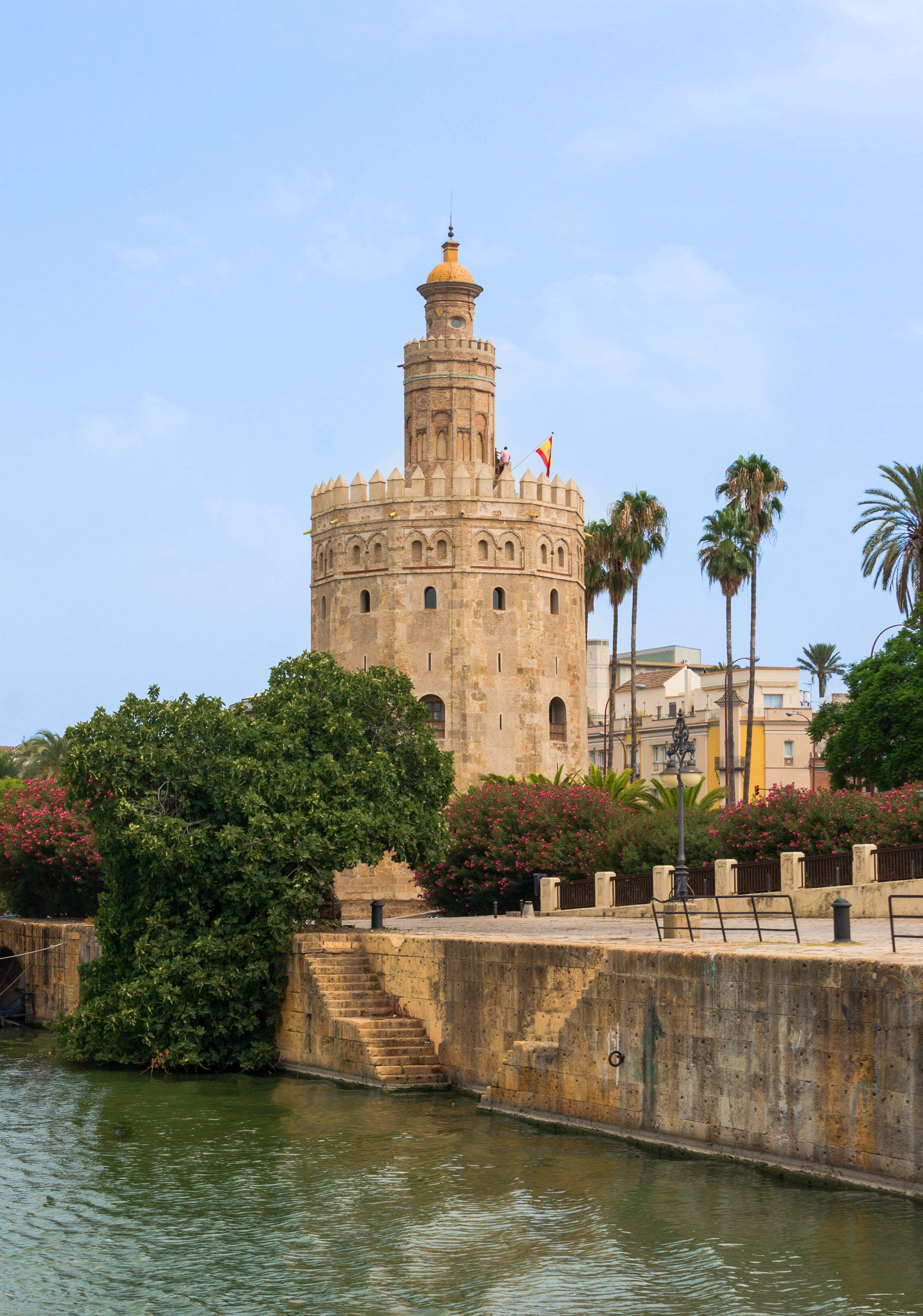
Севильская башня, которая не раз возникает перед главным героем фильма

Фильм Джармуша был отвергнут отборщиками ведущих кинофестивалей и получил разгромные рецензии в американской прессе. Критики писали, что это самый пустой фильм в истории, что интереснее наблюдать за тем, как сохнет краска и т. д. Фильм ругали за герметичность (отсутствие однозначно считываемого смысла), затянутость, обилие temps morts («зависание» камеры на пейзажных и предметных фонах) при почти полном отсутствии экшена. Отмечалась отточенность формы (блестящая операторская работа К. Дойла) в ущерб содержанию. «Любопытно, как бы отреагировали сегодняшние зрители на релиз фильма «Профессия: репортёр», — парировал эти выпады Джармуш.
«Несмотря на обилие киноцитат, создатели фильма, как видно, изнывают от необходимости вообще вести какой-то рассказ, — писал, к примеру, журнал New Yorker. — Такое впечатление, что они хотели создать не кинофильм, а подборку фотографий для выставки или же записать альбом малосвязанных песен». В еженедельнике Time Out предлагалось отказаться от рационального толкования повторяющихся по ходу фильма символов, фраз и действий, ибо они всего лишь задают определённое настроение. Манола Даргис на страницах New York Times также призывала рассматривать «Пределы контроля» не столько как связное повествование, сколько как абстрактное «сочетание образов и звуков».
Из тех, кто безоговорочно принял фильм, выделяется Дж. Хоберман, который счёл «Пределы контроля» лучшей работой Джармуша со времени «Мертвеца» (1995). Антон Долин («Ведомости») охарактеризовал «Пределы контроля» как «один из лучших фильмов режиссёра, радикальное и новаторское произведение, подлинное событие 2009 года», а также «завершающую часть экзистенциальной трилогии о киллерах». Тема фильма, по мнению Долина, — «заказное убийство как произведение современного искусства». М. Трофименков («Коммерсантъ») сходным образом толкует фильм Джармуша как притчу о заговоре искусств (их представляют киллер и его собеседники) против духа наживы (который воплощает убитый делец).